# Ammergau-Formation

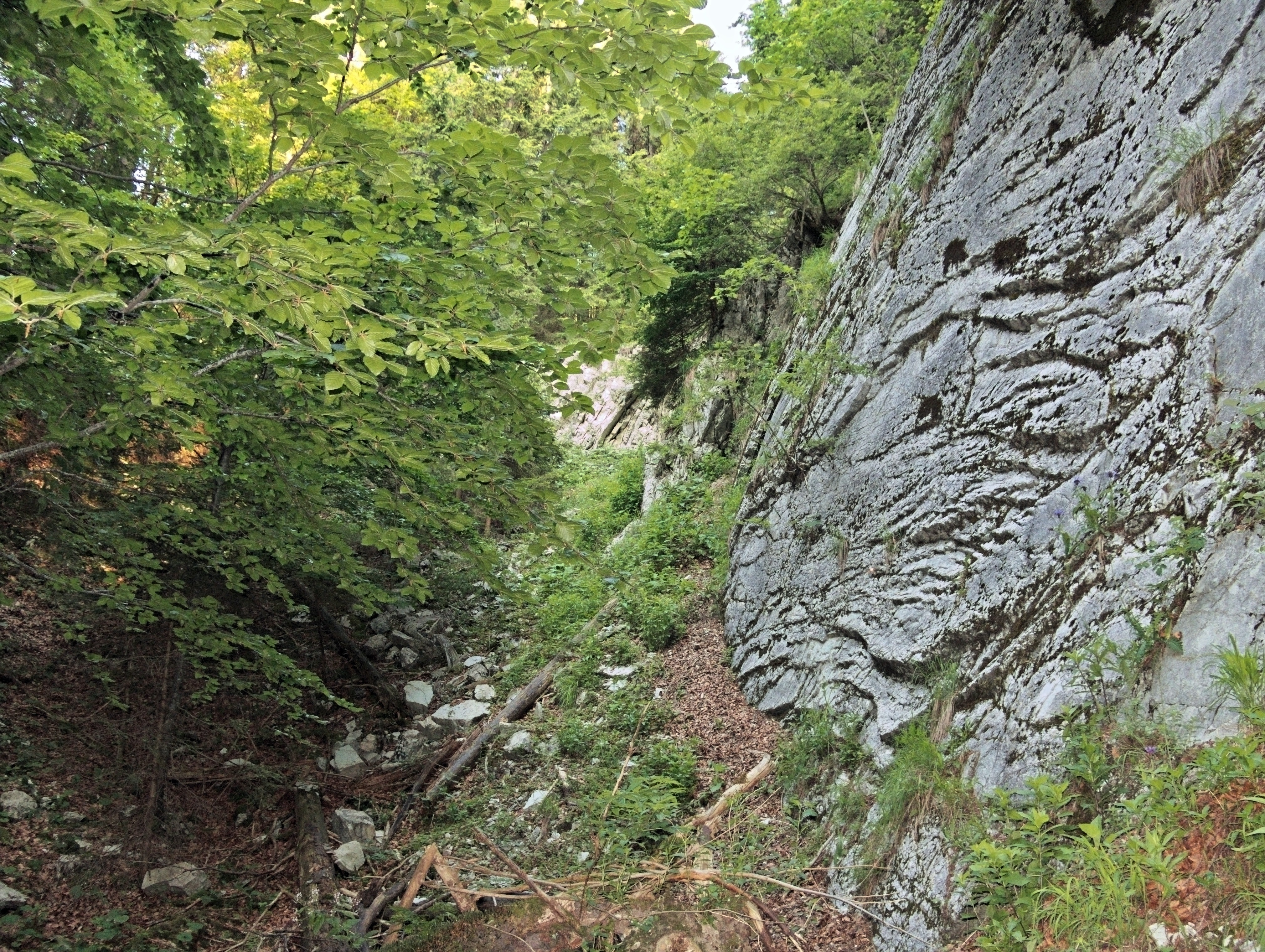
Die Typlokalität in den Ammergauer Wetzsteinbrüchen

Die Ammergau-Formation ist eine Formation der Nördlichen Kalkalpen, die während des Oberjuras und des frühen Berriasiums abgelagert wurde.

## Bezeichnung
Die Ammergau-Formation ist nach ihrer Typlokalität benannt – den Ammergauer Wetzsteinbrüchen auf der Ostseite des Schartenköpfels (1374 m) in den Ammergauer Alpen südwestlich von Unterammergau. Alternative bzw. synonyme Bezeichnungen sind Ammergauer Schichten, Ammergauer Wetzsteinschichten, Aptychenkalk, Schiefriger Kalk mit Aptychen, Aptychus-Schiefer, Malm-Aptychenschichten, Calpionellenkalk  und als südalpines Äquivalent Biancone bzw. Bianconekalk.

## Erstbeschreibung
Die Ammergau-Formation wurde erstmals im Jahr 1846 von C. E. Schafhäutl als Ammergauer Wetzsteinschichten beschrieben.

## Vorkommen
Die Ammergau-Formation tritt sehr häufig im Bajuvarikum (Allgäu-Decke und Lechtal-Decke), aber auch im nördlichen Tirolikum der westlichen und östlichen Nördlichen Kalkalpen auf.

## Stratigraphie
Die Ammergau-Formation schließt den Seekarspitzkalk mit ein.
Unterlagert wird die Ammergau-Formation von der Ruhpolding-Formation oder von der Rofanbrekzie und der Oberseebrekzie. Darüber folgt der Aptychenkalk und der Biancone (elfenbeinweißer, bianconeartiger Bankkalk). Werden beide letztgenannten Einheiten noch in die Ammergau-Formation integriert, so folgt im Hangenden die Schrambach-Formation (Valanginium bis Aptium). Letztere entwickelte sich im Verlauf des Berriasiums aus der Ammergau-Formation durch zunehmenden Tongehalt und durch ein Anwachsen der mergeligen Zwischenlagen.
Seitwärts geht die Ammergau-Formation in folgende Formationen über: im Bajuvarikum in die roten kondensierten Kalke (Rotkalke) der Steinmühl-Formation, im Liegenden des Tirolikums in die Tauglboden-Formation und den Agathakalk und im Hangenden des Tirolikums in die Oberalm-Formation, in den Tressensteinkalk und in den Plassenkalk.

## Lithologie
Bei der Ammergau-Formation, im UmweltAtlas Geologie als nAm designiert, handelt es sich um gebankte, mikritische, kieselige, mergelige Kalke mit Schichtdicken im Zentimeter- bis Dezimeterbereich. Das gut geschichtete, dünnplattige bis flaserige Gestein ist dicht, zeigt muscheligen Bruch und wittert gelblich an. Seine Farbgebung ist variabel und schwankt normalerweise zwischen Hell- und Tiefgrau. Es treten aber auch gelbliche (wachsgelbe), hellgrüne bis fast weiße und lokal auch rötliche Farben auf. Gelegentlich können Ton- und Mergellagen zwischengeschaltet sein.
Proximal erscheinen grobkörnige Resedimente der Flachwasserfazies, im distalen Beckenmilieu auch allodapische (ortsfremde) Kalke in Dezimeter-Bankstärke. In der Beckenfazies finden sich Hornsteinknollen, Hornsteinschlieren und Hornsteinlagen von betont dunkelgrauer bis schwarzer Farbe und mit Anzeichen von Bioturbation.
Die untersten Partien sind in den westlichen und auch in den mittleren Kalkalpen häufig rot gefärbt (Bunte Aptychenschichten). Am Oberrand der Ammergau-Formation kann nochmals ein Rothorizont auftauchen (Tiefentaler Schichten des Achentalgebietes in Tirol).
In der Oberwössener Mulde der Chiemgauer Alpen kann die Ammergau-Formation wie folgt charakterisiert werden: die Formation entwickelt sich in raschem Übergang aus dem Radiolarit der Ruhpolding-Formation. Es sind in den tieferen Lagen hellgraue bis graugrüne oder hell fleischrote bis rote pelitische Mergel oder Knollenmergel-Kalke. Die Gesteine sind knollig-flaserig bis dünnbankig, reich an Drucksuturen (Stylolithen) und enthalten teilweise rote, unregelmäßige Hornsteinknauern. Syngenetische Aufarbeitungen sind häufig. In der Rotfazies treten beiderseits von Klüften graugrüne Reduktionszonen auf. Die verbreiteten Subsolutionserscheinungen sind auf den Schichtflächen der Knollenkalke häufig zu beobachten. Profilaufwärts lässt die Buntfärbung im Gestein nach und es verbleiben graue bis graugrüne Farbtöne. Der lithologische Gesteinscharakter wird ebenfalls gleichförmiger; vorherrschend sind graue, dann und wann rostfleckige Mergel mit einzelnen Bänken von fast weißen Mergelkalken von bianconeartigem Typ. In letzterer Abfolge liegt etwa die lithologische Grenze zu den Aptychenschichten der Unterkreide.
Östlich des Inns erscheinen im Liegenden der Ammergau-Formation so genannte Geröllmergel. Hierbei handelt es sich um Gerölle aus Kalkschlick, der bei der erfolgten submarinen Umlagerung noch plastisch war. Lithologisch sind dies meist grüngefleckte, rostrote, feinkörnige Kalkmergel und Mergelkalke mit ebenfalls rostroten oder hellen Geröllen, die nur mäßige Kantenrundung aufweisen. Klaus Doben (1962) hält die Geröllmergelschichten (zum Teil mit Fließfalten) für echte submarine Abtragungsprodukte, die stellenweise auch noch das Liegende der rotgefärbten Lage mit den Geröllmergeln erfassen können. Sie dürften eine Verflachung des oberjurassischen Meeres anzeigen.

### Mächtigkeiten
Die Ammergau-Formation kann in ihrem Verbreitungsgebiet sehr hohe Mächtigkeitsunterschiede an den Tag legen, die stellenweise durch Spezialfaltungen verstärkt werden. So beträgt innerhalb der Allgäu-Decke die Mächtigkeit in der nördlichen Randzone des Westabschnitts 50 bis 100 Meter, diese steigt aber weiter nach Süden bis auf 800 Meter an. Nördlich des Achensees werden sogar Mächtigkeiten von 1000 Meter erzielt. Eine derartig hohe Mächtigkeit wird auch in der Lechtal-Decke des westlichsten Abschnittes der Kalkalpen erreicht, wo sich übrigens extreme Mächtigkeitsschwankungen auf engem Raum einstellen, wie die Reduktion von 800 Meter auf 30 Meter über kurze Distanz deutlich zeigt. Die Mächtigkeiten sind im Ostabschnitt der Nördlichen Kalkalpen mit mehreren Zehnermetern bis 100 Meter entschieden geringer. Auf submarinen Schwellen kann die Formation sehr stark reduziert sein.

### Entstehungsbedingungen
Die Ablagerungstiefen der Ammergau-Formation wurden früher mit 2000 bis 4000 Meter angegeben. Ähnlich wie die Oberalm-Formation mit den eingeglittenen Barmsteinen wird sie mittlerweile als eine hemipelagische Beckenserie angesehen (Ablagerungsmilieu 800 bis 2400 Meter), in die Massenströme des Flachwasserbereichs (Seekarspitzkalk) geschüttet wurden.

## Fossilien

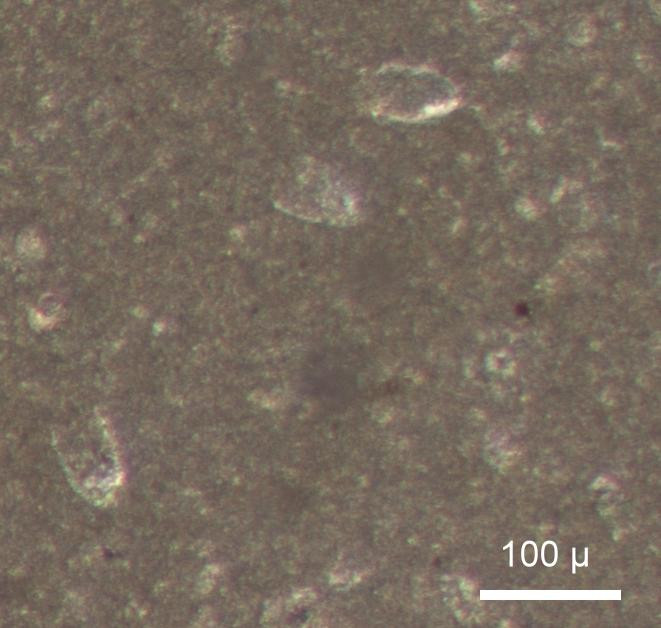
Vergleichbarer, Calpionellen-haltiger, obertithonischer Kalk der Ardèche, Frankreich.

Die häufigsten Fossilien der Ammergau-Formation sind Aptychen der Taxa Laevaptychus, Lamellaptychus (Lamellaptychus aplanatus, Lamellaptychus beyrichi, Lamellaptychus inflexicostatus, Lamellaptychus lamellosus, Lamellaptychus murocostus und Lamellaptychus rectecostatus) und Punctaptychus (Punctaptychus punctatus), weswegen die Formation auch als Aptychenschichten bezeichnet wurde. Die Aptychen erscheinen insbesondere im Hangenden und können dort auch zu Lumachellen angeordnet sein.
Weitaus seltener sind Ammoniten (Gattungen Aulacosphinctes, Berriasella mit Berriasella callisto, Corongoceras, Dalmasiceras, Haploceras mit Haploceras leiosoma, Himalayites, Lemencia mit Lemencia richteri, Lytoceras mit Lytoceras sutile, Micranthoceras, Neolissoceras mit Neolissoceras grasianum, Paraulacosphinctes mit Paraulacosphinctes transitorius, Perisphinctes, Phylloceras, Protetragonites mit Protetragonites quadrisulcatus, Ptychophylloceras mit Piychophylloceras ptychoicum und Virgatosphinctes mit Virgatosphinctes transitorius sowie Belemniten wie Belemnites, Duvalia mit Duvalia ensifer und  Hibolites mit Hibolites hastatus. Auch Rhyncholithen (Kieferelemente) von Nautiloideen) wurden gefunden, darunter die Taxa Akidocheilus und Hadrocheilus.
Als Mikrofauna treten Calpionellen (Tintinniden) ebenfalls im Hangenden auf, Calpionella alpina beispielsweise erscheint hier massenhaft. Weitere Formen sind Calpionellites (Calpionellites latus), Calpionellopsis (Calpionellopsis elliptica und Calpionellopsis oblonga), Chitinoidella (Chitinoidella boneti) und Tintinopsella (Tintinopsella cadischiana und Tintinopsella carpathica). Unter der Mikrofauna finden sich ferner Crassicolarien wie Crassicolaria brevis, Crassicolaria intermedia, Crassicolaria massutiniana und Crassicolaria parvula. Auch Crinoidenreste der Schwebcrinoide Saccocoma alpina sind vorwiegend im Liegenden als Mikrofossilien zugegen. Coccolithen wurden ebenfalls als Nannoplankton-Elemente in diesen pelagischen Kalken des Malms nachgewiesen, ebenso wie Zysten kalkhaltiger Dinoflagellaten (Calcisphären wie Cadosina mit Cadosina semiradiata und Stomiosphaera mit Stomiosphaera alpina und Stomiosphaera moluccana) und calcitisierte Zoosporen von Grünalgen wie Globochaete alpina sowie das kalkhaltige Grünalgentaxon Salpingoporella (Ordnung Dasycladales). Gängig sind auch Radiolarien und Filamente.
Resedimentierte Korallen erscheinen im zwischengeschalteten Seekarspitzkalk und benthische Foraminiferen wie Involutina, Labyrinthina (Labyrinthina mirabilis), Lenticulia und Protopeneroplis (Protopeneroplis striata) sind neben anderen Flachwasserorganismen an Massenströme gebunden. Als planktonische Foraminiferen fungieren Dentalina, Planularia und Vidalina. Ferner erwähnenswert sind Muscheln (wie z. B. Inoceramus tithonicus oder Placunopsis tatrica), Ostrakoden, Kieselschwammreste, Zähne von Selachiern und als Spurenfossilien (Ichnofossilien) Grabgänge.

## Alter
Das chronostratigraphische Alter der Ammergau-Formation reicht vom Unteren/Mittleren Kimmeridgium bis zum Oberen Tithonium. Die Formation umfasst somit den Zeitraum 155 bis 146 Millionen Jahre.
Die Anwesenheit von Calpionellen wie Calpionella alpina rückt aber die Ammergau-Formation bereits ins Berriasium, wie 2019 von Alexander Lukeneder und Kollegen aus der bajuvarischen Lunzer Decke beschrieben wurde.